# FK Sirijus Klaipėda
FK Sirijus (Syrius) (Futbolo Klubas Sirijus) var en litauisk fotbollsklubb från staden Klaipėda. 

## Historia
Klubben grundades 1973 och har vunnit den inhemska ligan (1990).
Slutligen försvunnit 1995.

## Meriter
- A Lyga
Litauiska mästare (1): 1990.[2]
- Litauiska Cupen
Cupmästare (2) 1988, 1990

## Placering tidigare säsonger
| Säsong    | Nivå | Liga          | Placering | Referens | Kommentar               |
| --------- | ---- | ------------- | --------- | -------- | ----------------------- |
| 1990      | 1    | Baltijos lyga | 2         |          | Uppflyttad till finalas |
| 1990      | 1    | Finalas       | 1         |          | Mästare                 |
| 1991      | 1    | Lietuvos lyga | 5         |          |                         |
| 1991–1992 | 1    | Lietuvos lyga | 3         | [ 3 ]    |                         |
| 1992–1993 | 1    | Lietuvos lyga | 4         | [ 4 ]    |                         |
| 1993–1994 | 1    | Lietuvos lyga | 7         | [ 5 ]    |                         |
| 1994–1995 | 1    | I lyga        | 11        | [ 6 ]    |                         |

## Färger
FK Sirijus spelar i vit och blå trikåer.
| SIRIJUS | SIRIJUS |

### Trikåer
| 1994/95 · Hemmaställ | 1994/95 · Bortaställ |